# Cycliste suisse de l'année

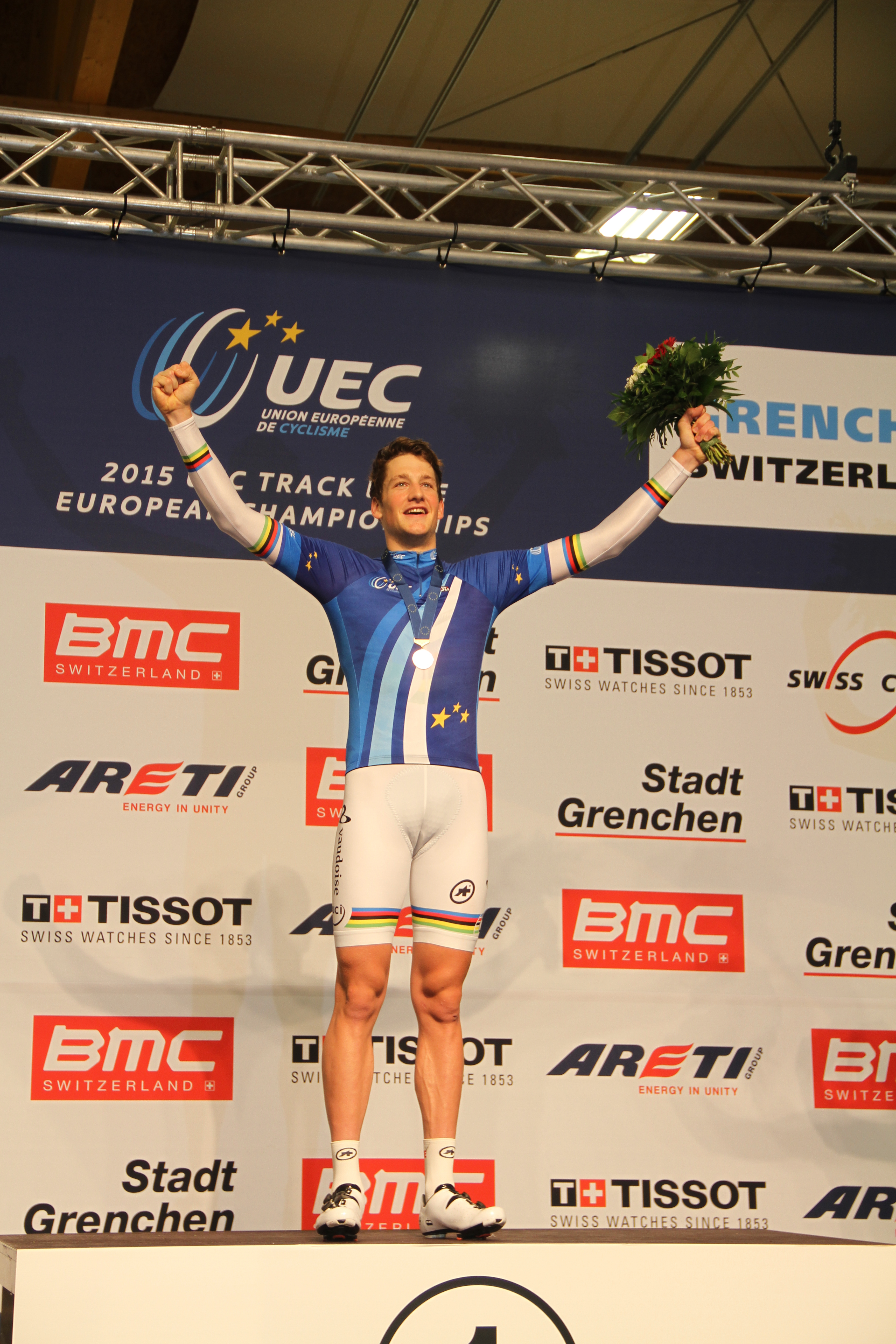
Stefan Küng, lauréat en 2015.

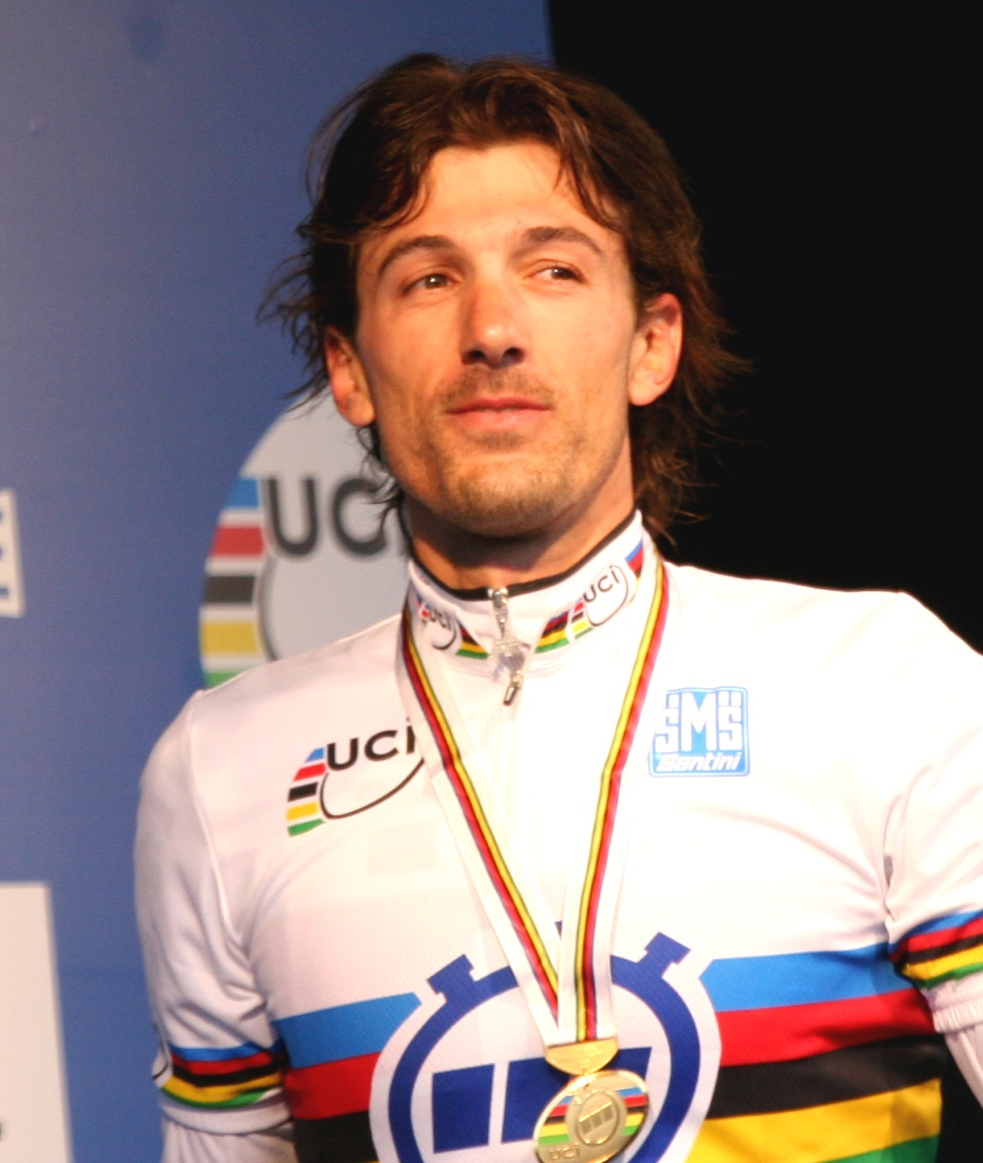
Fabian Cancellara, cycliste suisse de l'année en 2010 et 2014.

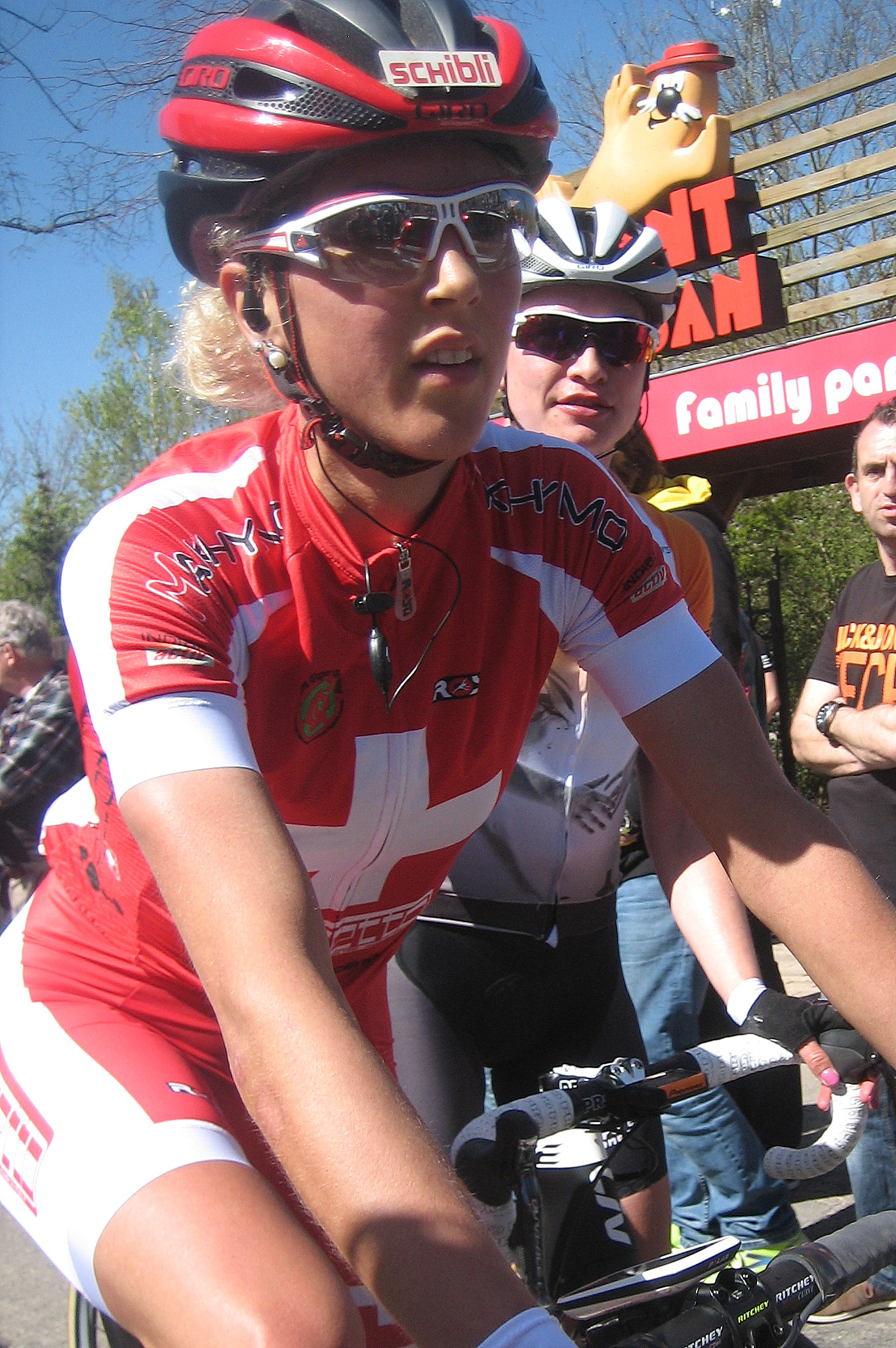
Jolanda Neff, plusieurs fois récompensée

Le Swiss Cycling Awards est un prix attribué chaque année en Suisse par la Fédération suisse de cyclisme au meilleur cycliste suisse de l'année. 
Les prix sont divisés en quatre catégories. En plus d'une récompense pour les hommes et une pour les femmes, il y a également les catégories relève et meilleure équipe. Les votes de dix médias sportifs spécialisés en cyclisme comptent pour les deux tiers, tandis que les votes du public en ligne compte pour un tiers.
En novembre 2022, la Fédération suisse de cyclisme annonce la fin de l'existence de ce prix.

## Palmarès

### Hommes
| - 2003 : Thomas Frischknecht - 2009 : Reto Indergand - 2010 : Fabian Cancellara - 2011 : Oliver Zaugg - 2012 : Nino Schurter - 2013 : Nino Schurter - 2014 : Fabian Cancellara - 2015 : Stefan Küng - 2016 : Nino Schurter - 2017 : Nino Schurter - 2018 : Nino Schurter - 2019 : Stefan Küng - 2020 : Marc Hirschi - 2021 : Mathias Flückiger |

### Femmes
| - 2003 : Karin Thürig - 2009 : Ursula Schwaller - 2010 : Esther Süss - 2011 : Karin Moor - 2012 : Esther Süss - 2013 : Esther Süss - 2014 : Jolanda Neff - 2015 : Jolanda Neff - 2016 : Jolanda Neff - 2017 : Jolanda Neff - 2018 : Jolanda Neff - 2019 : Jolanda Neff - 2020 : Marlen Reusser - 2021 : Nikita Ducarroz, Sina Frei, Linda Indergand, Jolanda Neff et Marlen Reusser |

### Équipe
- 2010 : Relais par équipes de cross-country VTT (Ralph Näf, Katrin Leumann, Thomas Litscher et Roger Walder)
- 2011 : Relais par équipes de cross-country VTT (Nino Schurter, Nathalie Schneitter, Thomas Litscher et Lars Forster)
- 2012 : Poursuite par équipes (Tristan Marguet, Silvan Dillier, Loïc Perizzolo, Claudio Imhof et Cyrille Thièry)
- 2013 : Poursuite par équipes (Olivier Beer, Tristan Marguet, Frank Pasche, Théry Schir, Kilian Moser, Loïc Perizzolo, Cyrille Thièry, Silvan Dillier, Tom Bohli et Stefan Küng)
- 2014 : Poursuite par équipes (Stefan Küng, Frank Pasche, Loïc Perizzolo, Théry Schir et Cyrille Thièry)
- 2015 : Non-décerné
- 2016 : Relais par équipes de cross-country VTT (Lars Forster, Jolanda Neff, Marcel Guerrini et Vital Albin)
- 2017 : Relais par équipes de cross-country VTT (Nino Schurter, Jolanda Neff, Sina Frei, Filippo Colombo et Joel Roth)
- 2018 : Relais par équipes de cross-country VTT (Sina Frei, Jolanda Neff, Alexandre Balmer, Filippo Colombo et Nino Schurter)
- 2019 : Relais par équipes de cross-country VTT (Sina Frei, Jolanda Neff, Janis Baumann, Joel Roth et Nino Schurter)
- 2021 : Poursuite par équipes (Claudio Imhof, Valère Thiébaud, Simon Vitzthum et Alex Vogel)

### Relève
| - 2010 : Mathias Flückiger - 2011 : Thomas Litscher - 2012 : Tom Bohli - 2013 : Stefan Küng - 2014 : Linda Indergand - 2015 : Théry Schir - 2016 : Sina Frei - 2017 : Sina Frei - 2018 : Marc Hirschi - 2019 : Stefan Bissegger - 2021 : Joel Roth |